# Camellia bolovenensis
Camellia bolovenensis là một loài thực vật có hoa trong họ Theaceae. Loài này được (Gagnep.) H.T.Chang & S.X.Ren mô tả khoa học đầu tiên năm 1991.